# Savage Grace
Savage Grace é uma banda de power/speed metal de Los Angeles ativa de 1981 a 1992.

## Biografia

### Origem
O nome original da banda fundada por Chris Logue era "Marquis De Sade". Em 1981, A banda era formada por Kelle Rhoads (vocal), Chris Logue (guitarra), Kenny Powell (guitarra), Brian East (baixo) e Dan Finch (bateria). Quem sugeriu a substituição do nome da banda para Kelle Rhoads foi seu irmão Randy Rhoads, o lendário guitarrista de Ozzy Ousborne.
No verão de 1982, Kelle foi substituído por Dwight Cliff que participou da primeira demo. Das três música da demo, "Sceptres of Deceit" foi selecionada pela Metal Blade Records para a compilação Metal Massacre II no mesmo ano.

### Ascensão
O lançamento de estreia foi o EP The Dominatress, em 1983. A banda saiu em turnê com Exodus e Slayer. Após março de 1984, o guitarrista  Kenny Powell saiu para formar sua própria banda, Omen, sendo substituído por Kurt Phillips, da banda canadense Witchkiller. Esta formação do grupo tocou em vários shows nas áreas de Los Angeles e Orange County, até a substituição de Kurt Phillips por Mark "Chase" Marshall da banda Agent Steel. Dwight Cliff foi substituído por Mike Smith no vocal no meio de 1984.
Em 1985, foi lançado o primeiro álbum da banda, Master of Disguise. Pouco antes do primeiro passeio de Savage Grace pela Europa, que incluiu um espaço no Metal Hammer Festival em setembro de 1985, Michael Smith foi demitido e Chris Logue assumiu o vocal. Após a turnê européia com Venom e Metallica, Dan Finch deixou a banda por problemas de saúde e Mark Marcum o substituiu na bateria no início de 1986.
O segundo álbum, After The Fall From Grace, foi lançado em 1986. Depois de outra turnê pela Europa em junho, desta vez com a banda Heir Apparent, Brian East saiu da banda. Ele foi substituído por Derek Peace, baixista do Heir Apparent. Cris Logue passou a ser, então, o único membro original da banda.
Houve uma tentativa de lançar o terceiro álbum, mas apenas foi lançado o EP Ride Into The Night no início de 1987, contendo uma versão de Burn, música do Deep Purple. Em abril de 1987, a banda abriu o show para o Motörhead em vinte apresentações de uma turnê pelos Estados Unidos.

### Declínio
Após o fim da turnê de 1987, Derek Peace resolveu voltar para o Heir Apparent. A banda passou por vários baixistas até 1988. Marc Marcum deixou a banda ainda em 1988, sendo substituído por Marshall Lee Dickerson na bateria em 1989.
Em 1989, a banda se mudou para Nova York depois de assinar com uma nova empresa de gestão, mas Mark "Chase" Marshall escolheu ficar em Los Angeles, sendo substituído por Keith Alexander na guitarra. Mike Branning juntou-se à banda no baixo em dezembro de 1989. Vários guitarristas preencheram a banda em Nova Iorque e nas datas de turnê pelos Estados Unidos.
Savage Grace gravou dez faixas de demonstração em Nova Iorque. Em 1991, foi lançado um Promo com quatro músicas.
A banda retornou para Los Angeles em abril de 1992. A banda tocou um punhado de datas em Los Angeles e foi oficialmente dissolvida em setembro de 1992.
Em 1995, foi reeditado Master Of Disguise + The Dominatress compondo um único CD. O mesmo ocorreu em 2010, quando foi reeditado After The Fall From Grace / Ride/Into The Night em 23 de abril de 2010

### Breve Retorno
Em 2009, Chris Logue voltou a fundar a banda com um elenco completamente diferente. Foi lançado o EP The Lost Grace em 2010, com Chris Logue (guitarra), Brian East (baixo), John Birk (vocal), Kenny Powell (guitarra) e Dan Finch III (bateria).
A banda saiu em turnê européia com músicos da banda alemã Roxxcalibur, participando de um pequeno número de festivais, a maioria com o Omen. Alguns desses festivais foram o Keep It True, em abril de 2010, e o Bang Your Head. Em outubro de 2010, a banda voltou a se separar.
Todo o catálogo da Savage Grace voltou a ser lançado pela marca alemã Limb Music e várias músicas ao vivo foram incluídas no DVD Keep It True Festival 2010.
Como resultado deste breve retorno da banda, um novo álbum foi planejado, mas Chris Logue partiu da Alemanha para um destino desconhecido, durante as sessões de composição do álbum em circunstâncias misteriosas. Para finalizar o trabalho com as músicas já escritas, trouxeram um novo vocalista e lançaram um álbum sob o nome da banda Masters of Disguise em 2013.
Chris Logue disse que estava escrevendo um livro sobre Savage Grace para ser publicado em 2014.

## Integrantes
A última formação conhecida da banda foi:
- Christian Logue - guitarra, vocal (1981-1992)
- Keith Alexander  - guitarra (1989-1992)
- Mike Branning - baixo (1989-1992)
- Lee Dickerson - bateria (1989-1992)

Também tocaram na banda:
- Kenny Powell - guitarra (1981-1983)
- Kurt Phillips - guitarra (1984)
- Mark Marshall - guitarra (1985-1989)
- Brian "Beast" East - baixo (1981-1986)
- Derek Peace - baixo (1987)
- Kelle Rhoads - vocal (1981)
- Dwight Cliff - vocal (1982)
- John Birk - vocal (1983-1984)
- Mike Smith - vocal (1985)
- Dan Finch - bateria (1981-1986)
- Mark Marcum - bateria (1986-1988)

## Discografia

### Álbuns

#### Master Of Disguise (1985)
1. Lions Roar (1:02)
2. Bound to Be Free (4:26)
3. Fear My Way (4:22)
4. Sins of the Damned (4:19)
5. Into the Fire (3:29)
6. Master of Disguise (4:03)
7. Betrayer (4:57)
8. Sons of Iniquity (4:40)
9. No One Left to Blame (4:14)

- Mike Smith - Vocal
- Christian Logue - Guitarra
- Mark Chase Marshall - Guitarra
- B. East - baixo
- Dan Finch - bateria

#### After The Fall From Grace (1986)
1. A Call To Arms (1:37)
2. We Came, We Saw, We Conquered (5:50)
3. After The Fall From Grace (5:42)
4. Trial By Fire (4:39)
5. Palestinia 256 (0:26)
6. Age Of Innocence (3:53)
7. Flesh And Blood (4:41)
8. Destination Unknown (5:02)
9. Tales Of Mystery (4:13)

- Christian Logue - Vocal/Guitarra
- Mark Chase Marshall - Guitarra
- B. East - baixo
- Mark Marcum - bateria

### Demos

#### 1982 Demo (1982)
1. Curse the Night (5:22)
2. Genghis Khan (3:10)
3. Sceptres of Deceit (3:39)

- Dwight Cliff - Vocals
- Chris Logue - Guitars
- Brian "Beast" East - Bass
- Dan Finch III - Drums

#### 1984 Demo (1984)
1. Betrayer (4:56)
2. No One Left to Blame (4:15)

- Dwight Cliff - Vocals
- Chris Logue - Guitars
- Brian "Beast" East - Bass
- Dan Finch III - Drums

#### Promo 1991 (1991)
1. Main Line Lover (4:04)
2. All Tanked Up
3. You Say Goodbye
4. Bare Bottom Blues (4:02)

- Chris Logue - Guitars, Vocals
- Marshall Lee Dickerson - Drums
- Mike Breanning - Bass
- Keith Alexander (R.I.P. 2005) - Guitars

### EPs

#### The Dominatress (1983)
1. Fight For Your Life (4:33)
2. Curse the Night (5:39)
3. The Dominatress (4:23)
4. Live to Burn (3:38)
5. Too Young to Die (5:11)

- Dwight Cliff - Vocal
- Christian Logue - Guitarra
- Kenny Powell - Guitarra
- B. East - baixo
- Dan Finch - bateria

#### Ride Into The Night (1987)
1. Ride into the Night (4:40)
2. We March On (4:17)
3. The Healing Hand (4:58)
4. Burn (Deep Purple cover) (5:21)

- Bonus Tracks

1. Mainline Lover (4:03)
2. Bare Bottom Blues (Live) (4:02)
3. Such A Dirty Mind (Live) (5:19)

- Chris Logue - Vocals, Guitars
- Mark Marshal - Guitars
- Mark Marcum - Drums
- Derek Peace - Bass

#### The Lost Grace (2010)
1. Into the Fire - (3:35)
2. No One Left to Blame - (4:03)
3. Die by the Blade - (3:12)
4. Betrayer - (4:45)

- John Birk - Vocals
- Chris Logue - Guitars
- Kenny Powell - Guitars
- Brian "Beast" East - Bass
- Dan Finch III - Drums

### Compilações

#### Metal Massacre II (1982)
- Sceptres of Deceit (3:39)

#### Speed Metal Hell - Vol. 1 (1985)
- Master of Disguise (4:03)
- Fear my way (4:22)

#### American Metal - Heavy 'n' Dirty (1993)
- Mainline Lover (4:02)

### Discografia não Oficial
"Time for Hard 'N' Heavy" (1985)
"My dick is big and strong" (1986)